# Lachvitsa
Lachvitsa (ryska: Лахвица) är ett vattendrag i Belarus.   Det ligger i voblasten Mahiljoŭs voblast, i den nordöstra delen av landet, 170 km öster om huvudstaden Minsk.
Trakten runt Lachvitsa består till största delen av jordbruksmark. Runt Lachvitsa är det ganska tätbefolkat, med 192 invånare per kvadratkilometer.